# Rinodina isidioides
Rinodina isidioides är en lavart som först beskrevs av William Borrer och som fick sitt nu gällande namn av Henri Jacques François Olivier. 
Rinodina isidioides ingår i släktet Rinodina och familjen Physciaceae. Inga underarter finns listade i Catalogue of Life.